# オルトルート (小惑星)
オルトルート (551 Ortrud ) は、小惑星帯に位置する小惑星。ハイデルベルクでドイツの天文学者マックス・ヴォルフが発見した。
リヒャルト・ワーグナーのオペラ『ローエングリン』の登場人物にちなんで命名された。